# Taku Kitahara
Taku Kitahara (北原 拓, Kitahara Taku), nascido no dia 2 de outubro de 1960 em Nagano, é um cantor japonês, mais conhecido por ter sido o cantor dos temas de abertura e encerramento de Choushinsei Flashman. Em 2004, empolgou o público no show Super Sentai Spirits, voltado aos temas de seriados Super Sentai. 

## Biografia
Começou a ouvir rock no Ensino Fundamental por influência de seu irmão mais velho, tendo inclusive começado uma banda inspirada pela banda inglesa Queen. Em 1977, quando já estava no Ensino Médio participou de um concurso chamado Yamaha Light Music e venceu o prêmio como vocalista.
Seus principais trabalhos envolvem trilhas sonoras de anime e tokusatsu, incluindo Choushinsei Flashman e Be Top de Dash! Yonkuro. Cantou também a música tema do filme To Kill with Intrigue, de Jackie Chan. A partir de 1990 passou por um período de hiato, mas desde o começo dos anos 2000 voltou à ativa participando de eventos como Super Sentai Tamashii. Em 2001 formou uma banda junto de Hironobu Kageyama tendo lançado um single.
Paralelo ao seu trabalho como músico, lançou uma gravadora chamada Team Entertainment, tendo trabalhado com artistas como Hironobu Kageyama, AKira Kushida, Crystal King, Azumi Inoue, Yoshimi Iwasaki, Yuki Saito, entre outros. Atualmente está aposentado.

## Lista de trabalhos
- Choushinsei Flashman (tema de abertura)
- Fighting Pose Flashman (tema de encerramento)